# Ойсылкара (село)
Ойсылкара (каз. Ойсылқара) — село в Хромтауском районе Актюбинской области Казахстана. Входит в состав Кудуксайского сельского округа. Код КАТО — 156043500.

## Население
В 1999 году население села составляло 519 человек (259 мужчин и 260 женщин). По данным переписи 2009 года, в селе проживало 109 человек (61 мужчина и 48 женщин).